# Dobitka

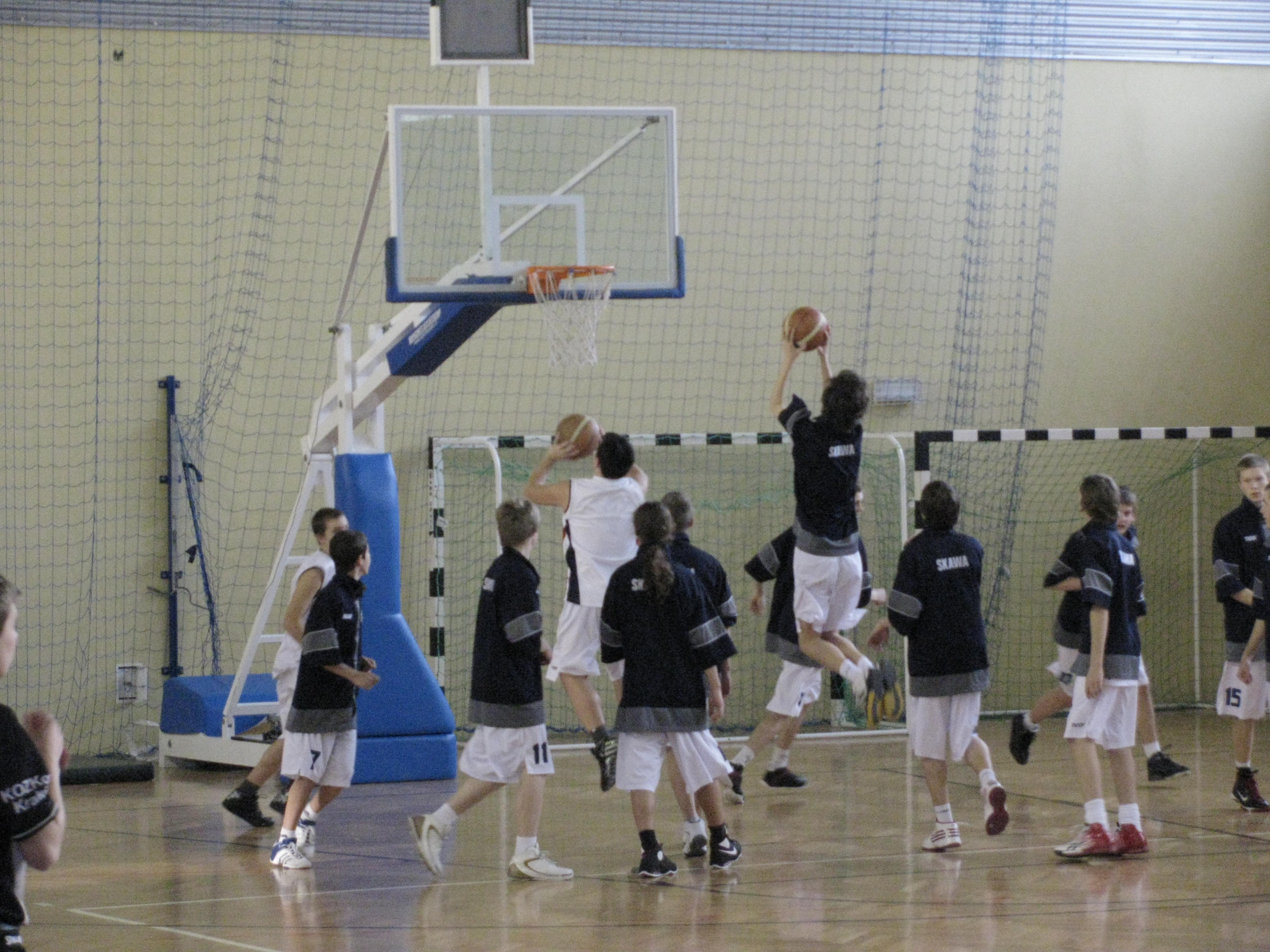
Zawodnicy koszykarscy ćwiczący dobijanie piłki w powietrzu

Dobitka – rzut do kosza przeciwnika w koszykówce, następujący tuż po zebraniu piłki z kosza przeciwnika po niecelnym rzucie.
Dobić piłkę można na kilka sposobów:
- po zebraniu piłki z kosza, opadnięciu i ponownym wybiciu w celu wykonania rzutu
- w powietrzu, bez opadnięcia na parkiet, złapanie piłki i jednoczesny rzut do kosza.

Metoda dobicia w powietrzu jest bardziej widowiskowa, a także znacznie skuteczniejsza. Zawodnik zaoszczędza czas (robi to szybciej, niż wcześniej opadając na boisko) i zmniejsza szansę przeciwnika na zablokowanie lotu piłki (jest wyżej, niż gdyby zawodnik musiał się wybić do wykonania rzutu po opadnięciu).